# Stemonaceae
Stemonaceae nom. cons., porodica jednosupnica iz reda pandanolike. Postoji 40 priznatih vrsta unutar 4 roda.
Porodica Stemonaceae sastoji se od biljaka i loze u tropskim i umjerenim zonama. Stemonaceae su biljke, loze ili grmovi s rizomima ili gomoljima i listovima na peteljkama. Cvjetovi su obično dvospolni i dimerni ili četverostruki s četiri lapnice, četiri prašnika i dva karpela. Iako su ranije povezivani s porodicom  Dioscoreaceae (red Dioscoreales), sada se smatraju srodnicima porodica Cyclanthaceae i Pandanaceae.

## Rodovi
1. Familia Stemonaceae Caruel (40 spp.)
  1. Subfamilia Pentastemonoideae Reveal
    1. Pentastemona C. G. G. J. Steenis (2 spp.)

  2. Subfamilia Stemonoideae Reveal
    1. Tribus Stemoneae Voigt
      1. Stemona Lour. (27 spp.)
      2. Stichoneuron Hook. fil. (5 spp.)

    2. Tribus Croomieae Reveal
      1. Croomia Torr. ex Torr. & A. Gray (6 spp.)